# Junaynet Ruslan
Junaynet Ruslan (tiếng Ả Rập: جنينة رسلان) là một ngôi làng Syria ở quận Duraykish thuộc tỉnh Tartous. Theo Cục Thống kê Trung ương Syria (CBS), Junaynet Ruslan có dân số 2.885 trong cuộc điều tra dân số năm 2004.